# ムルデカ17805
『ムルデカ 17805』（ムルデカひとななはちまるご、インドネシア語: Merdeka 17805）は、2001年に公開された日本の戦争映画。インドネシア独立戦争に関わった日本兵を描いている。

## 概要
大東亜戦争における日本の敗戦後、インドネシアの独立運動のために戦った日本人兵士のドラマ。日本の敗戦とインドネシアの独立運動という重大な歴史の局面が二つ重なり合い、その中で決断を求められた日本人兵士が描かれている。撮影にはインドネシア軍が全面協力し、迫力ある戦闘シーンが描かれた。題名中の "ムルデカ(MERDEKA)" はインドネシア語で「独立」を意味し、"17805" はインドネシア独立宣言に記載された日付で、皇紀2605年（西暦1945年）8月17日の数字を日(17)・月(8)・年の下2桁(05)の順に並べたものである。

## スタッフ
- 監督：藤由紀夫
- 製作：浅野勝昭
- プロデューサー：藤井浩明、福島聡司
- 脚本：石松愛弘
- 撮影：戸澤潤一
- 音楽：国吉良一
- 音楽プロデューサー：石川光
- 音楽エンジニア：伊藤圭一
- 美術：中澤克巳
- 編集：川島章正
- 衣装：萬木利昭、中山邦夫
- 録音：宮本久幸
- スクリプター：赤澤環
- スチール：竹内健二

- 字幕：池田清香
- 助監督：猪腰弘之
- 照明：上保正道
- 監修：『ムルデカ17805』製作委員会(代表加瀬英明)
- 撮影監督：高間賢治
- 装飾：神田明良
- ヘアメイク：小沼みどり
- アクション監督：斉藤英雄
- 視覚効果：橋本満明
- 操演・特殊効果：岸浦秀一（ローカスト）
- インドネシア製作協力：RAPI FILM

## キャスト
- 島崎中尉：山田純大
- 宮田中尉：保坂尚輝
- 片岡大尉：榎木孝明
- 浜村大尉 : 大浜詩郎
- 塚本軍曹：塚本耕司
- 栗山上等兵：阿南健治
- 黒川上等兵：山中聡
- 阿部伍長：保木本竜也
- 及川一等兵：堀文明
- 山名通訳：六平直政
- 川村通訳：水橋研二
- 副官：水島新太郎
- 唐木中佐：石田太郎
- 武藤軍務局長：夏八木勲
- 今村中将：津川雅彦
- 宮田文子：松原智恵子
- 宮田早苗：藤谷美紀
- 島崎房代：藤村志保
- アリヤティ：ローラ・アマリア
- ヌルハディ：ムハマド・イクバル
- アセップ：アウリア・アクサン
- パルト：ファジャール・ウンバラ
- アユー：アニ・マハラニ

## 製作の裏側
本作は『プライド・運命の瞬間』に続き、東日本ハウスが手がけた戦争映画の第2弾である。『プライド・運命の瞬間』製作にあたって設立された子会社「東京映像制作株式会社」が製作した。しかし、本作では『プライド・運命の瞬間』と比べて予算規模は縮小されている。
当初は監督として長谷部安春が予定されていたが、長谷部の体調不良により藤由紀夫に交代となった。
本作以降東日本ハウスは、本業の不調も重なったこともあって、映画製作から撤退した。子会社の東京映像制作株式会社もこの作品以降活動を停止した。

## 批判
試写会を見たプロトディニングラット駐日インドネシア大使は、「インドネシア人と日本人、特に若い世代の相互理解を育てることが期待されている」と、この映画の制作意図に理解を示した上で、インドネシアの歴史や習慣にそぐわない点があるとして、いくつかの「両国の摩擦を避けるために、ふさわしくない、度を超えている場面」の削除を求めた。その要請を請けて、それらの部分のうち、冒頭にあったインドネシアの年老いた女性が日本兵の足の甲に口づけをする場面が劇場公開前に削除された。その場面について、大使は「歴史の真実を反映していないだけでなく、インドネシア国民の威信を落とし、心を傷つけるものだ」と批判した。
シャハリ・サキディン在日インドネシア大使館参事官は、映画では侵略者の足にインドネシア人が口づけしているがそんな歴史はなく、インドネシア人はこのシーンを見て怒りを感じるだろうからこのシーンの削除を要請したと述べた。その部分の削除について制作会社は大変に協力的だったが、映画が独立戦争における日本の役割を過大評価しているので、多くの点でまだ納得のいくものではないとも語った。インドネシア側は国歌「インドネシア・ラヤ」が歌われる場面などについても「習慣と違う」と指摘している。なお同参事官は、本作の試写を見たインドネシア人たちが、本作ではまるで日本がインドネシアの独立を勝ち取ったように描かれており行き過ぎだと語っていたと述べ、映画で描かれている日本人のヒロイズムはインドネシア人には理解しがたいものだろうとも指摘した。さらに「この映画は虚像を作り上げようとしている――そして、ある国が優秀で、ある国は劣っているという印象を与えてしまう」「インドネシアにおける彼ら（日本兵グループ）の存在と、彼らが青年を訓練したことを利用したのは確かだ」「したがって、映画にはごくわずかの真実が含まれてはいる。しかし、それはごくわずかでしかない」「2000人の日本人がインドネシア解放のために戦い、彼らの半分が戦死したというのは誇張である。実際にはごく一握りであろう」「無知もはなはだしい。日本軍が来るずっとずっと前から、インドネシアは独立のために戦ってきたのだ」などとも述べた。

## 関連書籍
- 『ムルデカ17805』 加瀬英明著 自由社 2001年 ISBN 4915237281
- 『陸軍諜報員柳川中尉』 柳川宗成著　サンケイ新聞出版局 1967年

※ 島崎中尉のモデルとなった柳川宗成中尉のインドネシア工作回想記。